# Ландсберг (Зале)
Ландсберг (њем. Landsberg) град је у њемачкој савезној држави Саксонија-Анхалт. Једно је од 29 општинских средишта округа Зале. Према процјени из 2010. у граду је живјело 13.098 становника. Посједује регионалну шифру (AGS) 15088195.

## Географски и демографски подаци
Ландсберг се налази у савезној држави Саксонија-Анхалт у округу Зале. Град се налази на надморској висини од 97 метара. Површина општине износи 107,3 km². У самом граду је, према процјени из 2010. године, живјело 13.098 становника. Просјечна густина становништва износи 122 становника/km².